# Mahra

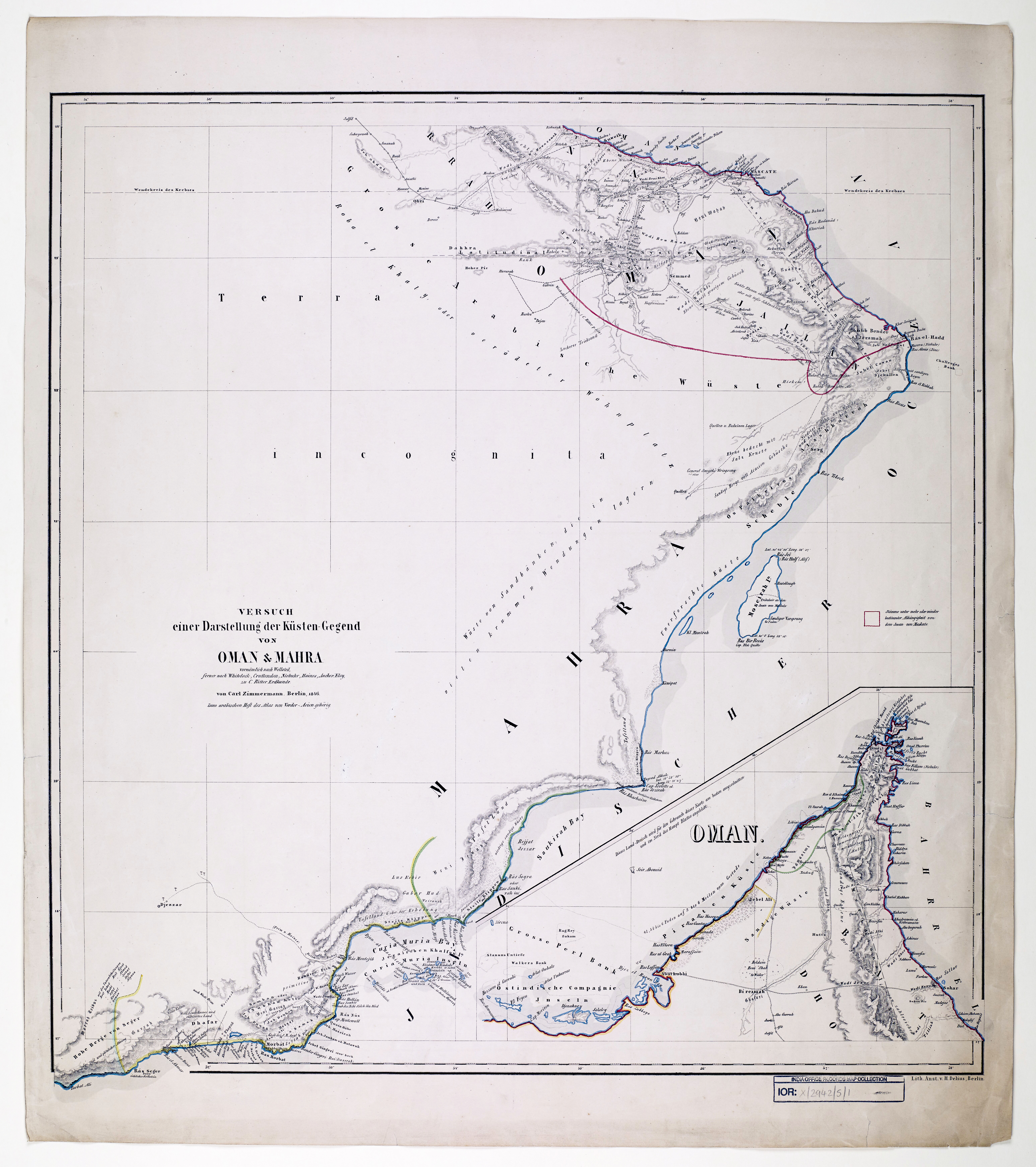
Die Karte von 1846 zeigt Mahra im Süden des heutigen Oman (etwa heutige Region al-Wusta)

Mahra ist ein historischer Staat in Vorderasien, der auch unter den Namen Sultanat Mahra von Qischn und Sokotra (arabisch سلطنة المهرة في قشن وسقطرى, DMG Salṭanat al-Mahra fī Qišn wa-Suquṭrā) oder Sultanat Mahra von Ghayda und Sokotra (arabisch سلطنة المهرة في الغيضاء وسقطرى, DMG Salṭanat al-Mahra fī l-Ġayḍāʾ wa-Suquṭrā) oder englisch Mahra State bekannt ist. Der Staat umfasste das heutige Gouvernement al-Mahra im Hadramaut und die Inselgruppe Sokotra mit einer Gesamtfläche von 102.045 km². Die Hauptorte von Mahra waren Qischn im Hadramaut und Tamrida auf der Insel Sokotra.

## Geschichte

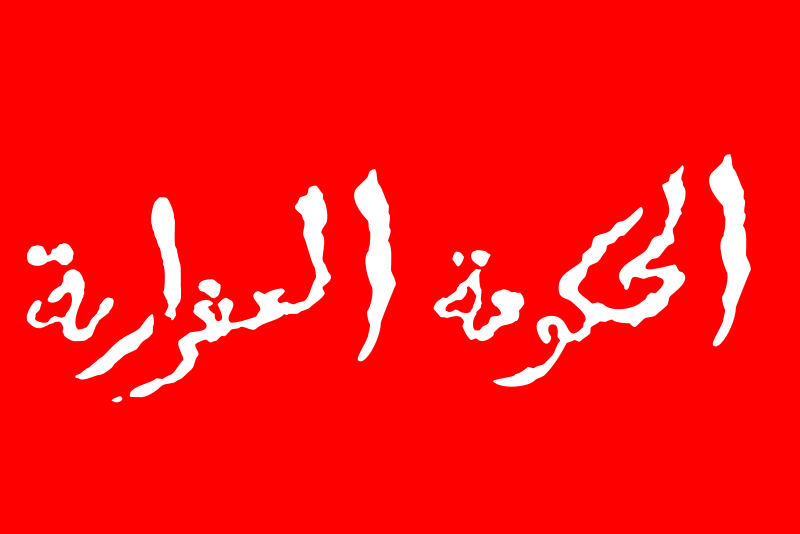
Flagge im 18. Jahrhundert

Das Sultanat wurde im Jahre 1549 gegründet und gelangte um 1750 unter die Kontrolle der Banu-Afrar-Dynastie. Im Jahre 1886 wurde das Sultanat ein britisches Protektorat und gehörte zu den sogenannten Ostprotektoraten des Protektorats Aden. Anfang der 1960er Jahre lehnte Mahra einen Beitritt zur Südarabischen Föderation ab, verblieb aber unter britischem Schutz Teil der Protektorate von Südarabien. Im Oktober 1967 wurde das Sultanat von der marxistisch orientierten „Nationalen Befreiungsfront“ aufgelöst und Mahra wurde Bestandteil der ab 30. November 1967 unabhängigen Volksrepublik Jemen. Nach der Vereinigung Südjemens mit dem Nordjemen im Mai 1990 bildet der Teil Mahras im Hadramaut (ohne die Insel Sokotra) das Gouvernement al-Mahra.
Die Bevölkerung spricht neben dem Arabischen auch Mehri, eine der Neusüdarabischen Sprachen. Mahra teilt neben sprachlichen auch kulturelle Gemeinsamkeiten mit dem benachbarten Dhofar im Oman. In beiden Gebieten spielt der Anbau von Weihrauch eine große Rolle. Ebenso profitieren diese Gebiete vom wohltuenden Einfluss des Charif genannten Monsunregens, der eine üppigere Vegetation als in den benachbarten Wüstenregionen begünstigt.

## Postgebiet

Briefmarkenblock von Mahra

Das Sultanat richtete 1967 einen eigenen Postdienst ein und gab ab dem 12. März 1967 insgesamt 162 Briefmarken mit der Aufschrift Mahra State / South Arabia heraus.
Die Marken, die meist Kunstwerken oder Sportereignissen gewidmet sind, wurden in New York von der Agentur M. Sellinger produziert und direkt an Sammler verkauft.
Auch nach der Auflösung des Sultanats durch die „Nationale Befreiungsfront“ und der Unabhängigkeit der Volksrepublik Jemen wurden noch bis Anfang 1968 Briefmarken für Mahra herausgegeben. Zusammen mit anderen Briefmarken der Südarabischen Föderation wurden sie am 1. November 1969 für ungültig erklärt.